# Limnonectes finchi
Limnonectes finchi es una especie de anfibio anuro del género
Limnonectes de la familia Dicroglossidae.

## Distribución geográfica
Es originaria del noreste y este de Borneo. Su área de distribución es probablemente más amplia que la actualmente descrita, especialmente en áreas cercanas a las citas registradas. Aparece por debajo de los 650 m s. n. m.